# Marc Bernal
Pour les articles homonymes, voir Bernal.
Marc Bernal, né le 26 mai 2007 à Berga, est un footballeur espagnol qui joue au poste de milieu défensif au FC Barcelone.

## Biographie

### Carrière en club

#### Formation à Barcelone (avant 2024)
Né à Berga, dans la province de Barcelone, en Catalogne, Marc Bernal est formé par le FC Barcelone, après avoir rejoint La Masia à l'âge de 6 ans, suite à des passages dans des clubs amateurs de sa province natale,.
Le 23 juin 2023, il signe son premier contrat professionnel avec Barcelone jusqu'en 2026. Intégré au Barça Atlètic pour la saison 2023-24, il joue son premier match avec l'équipe réserve du club le 27 août 2023, lors d'une défaite 1-0 en troisième division contre Logroñés,,. 

#### Essor en Liga (depuis 2024)
Après s'être illustré avec l'Atlètic, dont il est devenu un cadre en 2023-24,,, Bernal commence sa carrière en championnat d'Espagne lors de la saison suivante, intégré dès l'été 2024 à l'équipe de Hansi Flick, qui ne recrute pas au poste de milieu défensif pour lui laisser une place dans l'effectif. Il joue son premier match avec l'équipe première du club le 17 août 2024, dans le 11 de départ lors d'une victoire 2-1 contre Valence en championnat,.
Enchaînant les prestations de haut vol comme titulaire avec un Barcelone qui s'imposera comme l'une des meilleures équipes d'Europe cette saison, il souffre d'une rupture du ligament croisé antérieur fin août,,, qui le maintien hors des terrains pour le reste de cet exercice. Cela n'empêche pas Barcelone d'ajouter une nouvelle clause libératoire de 500 millions d'euros à son contrat en septembre.

### Carrière en sélection
Marc Bernal est convoqué avec l'équipe d'Espagne des moins de 17 ans pour la première fois en août 2023.
Avec cette sélection, il prend part à la Coupe du monde en 2023,, puis le Championnat d'Europe 2024,.

## Palmarès
FC Barcelone
- Championnat d'Espagne (1)
  - Champion en 2024-25